# 台灣日報

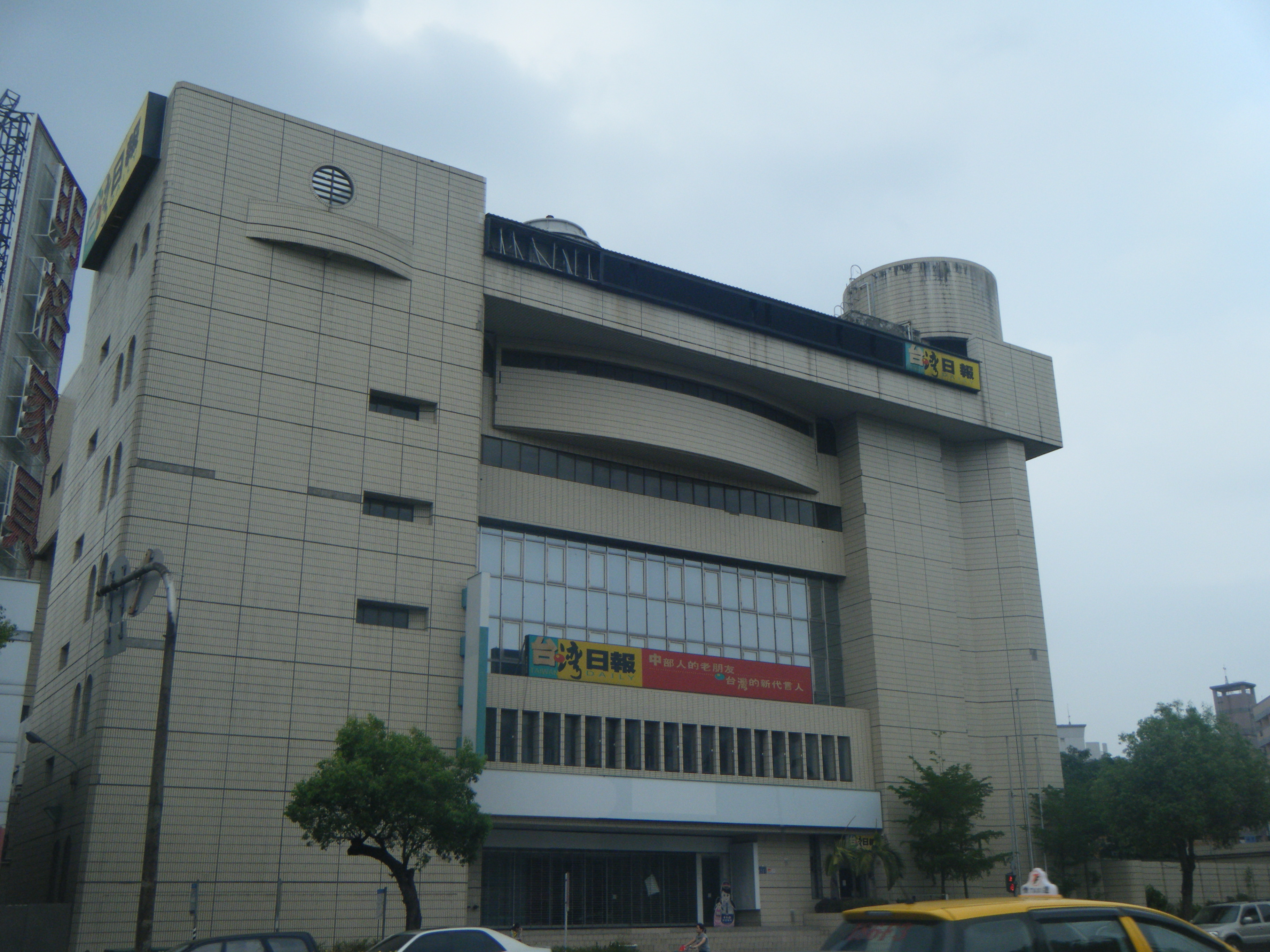
位於台中市西屯區文心路三段的「台日大樓」是《台灣日報》總社最後社址

《台灣日報》（英語：Taiwan Daily），簡稱《台日》，公司全名為台灣報業股份有限公司，為台灣的一份綜合性日報，1964年10月25日創刊，2006年6月6日停刊。最後一任董事長為顏文閂，總社曾設於台北市大安區信義路二段88號8樓（義美食品總部同棟），總社最後社址位於台中市西屯區文心路三段361號「台日大樓」。

## 歷史
《台灣日報》的前身是1964年10月25日創刊的《東方日報》，總部原址在基隆市。

### 創辦人夏曉華時代
由於當時正聲廣播公司內部的人事傾軋，時任該公司負責人的夏曉華離職，集資新台幣六百萬元收購《東方日報》，改名《台灣日報》並將總部遷往台中市，走農業新聞路線，與台灣省農會有密切之關係，在當時多屬農村社會型態的台灣中南部頗受歡迎。
後來，台灣省農會被揭發以「農民福利互助金」非法投資《台灣日報》，台灣省農會宣佈撤資。當時《台灣日報》的平均發行量為三萬份，最大發行量不超過五萬份。夏曉華向時任《台灣日報》法律顧問的黨外運動律師傅朝樞借款經營《台灣日報》。
1975年，夏曉華的借款已在達新台幣三千萬元以上，夏曉華無力償還。

### 傅朝樞時代
1976年，傅朝樞接手經營《台灣日報》，定位為大台中地區地方報，適逢大量黨外運動人士當選台灣省議員，故主攻台灣省政府新聞路線，風格轉為批判色彩濃厚，猛烈批判《聯合報》與《中國時報》，每日發行量曾經衝到三十萬份以上，為中台灣第一大報，有三十萬份以上的閱報率，遂獲得其他黨外運動人士支持；許信良、林義雄、蘇洪月嬌皆分別透過各自的親信，在桃園縣、宜蘭縣、雲林縣承辦其業務。
1978年8月31日，由於《台灣日報》的言論嚴厲批評蔣經國政府，國防部總政治作戰部授權黎明文化出資新台幣一億八千萬元收購《台灣日報》，並允許傅朝樞全家結匯新台幣五億元出境；黎明文化出資的新台幣一億八千萬元，被全數匯往英屬香港。這使《台灣日報》成為軍系報紙，三軍大學政治作戰部主任謝天衢擔任第一位軍系社長，陳茂榜擔任第一位軍系發行人，徐亨擔任第一位軍系董事長；傅朝樞因此流亡海外，並在美國以被全數匯往香港的新台幣一億八千萬元創辦《中報》，繼續批評蔣經國政府。《台灣日報》由軍方掌握後，言論尺度便嚴重限縮，報導黨外運動與民主運動時的態度丕變，甚至不實報導指稱六一二事件當天參與遊行的民眾是民主進步黨用錢發動的，導致蕭貫譽發動的憤怒民眾在1987年9月12日搗毀《台灣日報》台北辦事處，是為「台灣日報事件」。

### 黎明文化時代(國防部掌控)
1978年8月31日，經濟部商業司核准「台灣報業股份有限公司」（《台灣日報》公司全名）的設立登記。
1984年，國防部總政治作戰部主任許歷農上將行文台中市政府，要求台中市政府以議價方式將台中市文心路三段一塊空地賣給黎明文化事業基金會以「發展文化事業」。1984年6月22日上午10時，台中市政府辦理議價，黎明文化事業基金會購入該地，作為「台日大樓」（《台灣日報》總部）建築用地。1984年12月1日，國防部總政治作戰部指示《台灣日報》創辦《大眾周刊》，不到一年就虧損新台幣三千多萬元。1985年8月，國防部總政治作戰部指示《台灣日報》購入《民聲日報》。1986年1月1日，《民聲日報》改名的《大眾報》創刊，《台灣日報》員工兼代《大眾報》全部工作。1987年3月底，《台灣日報》舉辦台日大樓興工評圖，請許歷農親自核定入選的建築圖式。1987年6月底，只發行537天的《大眾報》停刊。1987年7月14日，國防部總政治作戰部指示《台灣日報》創辦《台灣晚報》。
1996年7月13日21時整，《台灣日報》總編輯趙立年宣佈，該日下午，《台灣日報》在台北辦事處召開的董事會決議，該日是《台灣日報》最後一次出報，全部員工依《勞動基準法》規定資遣。
1996年7月14日（星期日），《台灣日報》頭版頭條黑底白字刊登標題「台灣日報員工自救會擬集體退出中國國民黨」宣示抗爭理念，質疑董事長兼社長兼發行人萬德群曾說的「李登輝當選，《台灣日報》不會倒」一語，「台灣日報產業工會」揚言在1996年7月17日到國民黨中常會抗議；同日，中視新聞報導，李登輝十分關心《台灣日報》員工抗爭行動。
1996年7月15日，台灣日報產業工會決定自行出報，自任《台灣日報》發行人；同日下午，在趙立年的接洽之下，萬德群與瑞聯事業機構總裁周啟瑞達成協議，國防部持有的《台灣日報》全部股份將賣給瑞聯事業機構；同日22時，周啟瑞親赴《台灣日報》編輯部，宣示將100%承受全部員工的年資，並打算讓《台灣日報》在短時間內躋身國內大報之列。

### 瑞聯事業機構時代
1996年7月16日，台灣日報產業工會會員大會，全體會員同意工會向原資方爭取清算原有年資，在股權易主前應先辦資遣，之後全體員工將樂意為新資方效力。之後，瑞聯事業機構宣稱，瑞聯事業機構核心公司瑞聯建設將獨資收購《台灣日報》，預計1996年8月初正式入主《台灣日報》。

### 顏文閂時代
1996年8月16日，前《自由時報》社長顏文閂與萬德群在台北市信義路聯勤俱樂部正式簽約，顏文閂以新台幣六億至八億元購入《台灣日報》並自任董事長，筆名「司馬文武」的政治評論家江春男出任發行人，並獲得顏文閂的老朋友——台塑關係企業董事長王永慶——的金援，也獲得王永慶擔保各銀行借貸，顏文閂宣稱能在接手後的第三年轉虧為盈。1996年8月17日，《自由時報》報頭刊載之頭銜「發行人吳阿明，社長顏文閂」改為「創辦人林榮三，發行人吳阿明」，第三版則刊登「本報啟事」：「本報董事會決議，由發行人吳阿明先生兼任社長，自8月16日起生效。本報前社長顏文閂先生榮任《台灣日報》董事長一職，已向本報董事會請辭照准。」
2000年10月，江春男接替轉任行政院祕書長的邱義仁，出任中華民國國家安全會議副秘書長，辭去所有媒體職務。《台灣日報》以「台灣新代言人」與「最值得台灣人民信任的報紙」作為兩大口號，逐漸轉向台灣本土化，臺灣意識日益鮮明，與極力在中国大陆投資的王永慶日漸不合。
2001年5月8日，香港《太陽報》報導，王永慶在2001年5月7日宣布資金全部撤離《台灣日報》，即使當時民進黨籍中華民國總統陳水扁親自遊說王永慶，王永慶仍宣稱「對朋友的幫助總要有限」，但王永慶承諾協助《台灣日報》清償債務新台幣37億元；同日，王永慶澄清，台塑關係企業並未投資《台灣日報》，而是因為顏文閂五年前請求他，他才協助顏文閂渡過難關，但由於「個人力量有限」，他在2001年5月1日停止為《台灣日報》作貸款擔保，也希望《台灣日報》能早日找到新買主。
2001年7月，台灣新聞記者協會（記協）《目擊者雙月刊》指出，影響王永慶不再投資《台灣日報》的最大因素是其女婿李宗昌的建議：李宗昌曾任《自由時報》記者及《工商時報》記者，在王永慶接手《台灣日報》之後擔任該報副社長，也是親民黨的發起人之一，與親民黨主席宋楚瑜及其妻陳萬水的關係非常密切，常以「萬水姐姐」稱呼陳萬水；2000年興票案爆發時，李宗昌曾公開在《台灣日報》同仁面前稱讚宋楚瑜及謝啟大的表現非常好，讓同仁感到非常訝異、深覺李宗昌的言論對於該報日後處理新聞的方式並不妥當；李宗昌也曾說，中國大陸的台商曾經和他提過，中國共產黨幹部在李登輝政府時代都是看《自由時報》、但在陳水扁政府執政後都改看《台灣日報》，這番頗具反諷意味的談話暗指《台灣日報》淪為陳水扁政府的機關報。
2001年8月1日，《台灣日報》以「因應經濟不景氣」及「社方收入減少」為由，要員工簽署「薪資調降同意書」，同意調降薪資10%，但明訂以一年為期；顏文閂並在同年9月1日發行的《台灣日報》社刊上表示：㈠如果節省20%的人事費用，再加緊業務收入，很快就可以達到收支平衡；㈡當報社收入超過支出，賺進第一個新台幣一萬元時，他願意發給每位同仁獎金新台幣一萬元。不過一年後，薪水調降沒有回復，這個承諾至2005年7月都未曾兌現。
2002年10月9日，政治評論家金恆煒在《台灣日報》連載的「探針」專欄刊登文章〈楊富美「無恥」第一名〉，批評親民黨立法委員楊富美及其夫高資敏「真是夫唱婦隨或婦唱夫隨，兩個人渾然不知天下還有羞恥。其實這也不叫人驚奇，高資敏上次選立委時，曾經自導自演一場槍擊案，可見兩人造假當便飯」，並以「抵賴」、「撤潑」、「可惡」、「可鄙」、「令人不齒」等語批評楊富美。高資敏至台北地方法院控告金恆煒與顏文閂妨害名譽，該院「92年度自字第24號刑事判決」與台灣高等法院「93年度上易字第431號刑事判決」無罪確定。之後，楊富美與高資敏至台北地方法院提起民事訴訟，向《台灣日報》與金恆煒請求侵權行為損害賠償新台幣100萬元。2005年6月1日，台北地方法院「93年度訴字第5114號民事判決」認定，金恆煒該文「近乎人身攻擊，似非出於善意，顯已逾言論自由、新聞自由及媒體對於公共事務之評論範疇」，而《台灣日報》「怠於監督，自應與被告金恆煒負共同侵權行為責任」；金恆煒應連帶給付楊富美新台幣40萬元，並應連帶在《台灣日報》「探針」專欄下方刊登長6公分、寬8公分的道歉啟事一日：「本人金恆煒與台灣報業股份有限公司在《台灣日報》刊載〈楊富美「無恥」第一名〉，撰述內容未曾向當事人楊富美、高資敏查證，就撰述之楊富美召開記者會指控涂醒哲緋聞及高資敏曾自導自演一場槍擊等內容不實，並藉此辱罵二人也屬不當，謹向二位當事人致歉。致歉人：金恆煒、台灣報業股份有限公司。」
2003年9月，《財訊月刊》報導，海外的台獨人士號召台僑捐款訂閱《台灣日報》以支援其生存與發展，目標是籌得50萬美元。
2004年9月中旬至2006年6月6日，《台灣日報》在每周一至周五的清晨，在大台北地區的各大專院校的川堂放置一綑大約30份的完整版的報紙，免費供不特定之人自由取閱，意圖提升自己的閱報率。
2004年10月，《台灣日報》網站增設行政院文化建設委員會（文建會）專區，該報總經理羅炯烜表示，該報掛了「台灣」之名，想推廣台灣文化，向文建會提出設置專區的想法，因而增設此專區。
2004年12月，2004年中華民國立法委員選舉結束後，民進黨中央黨部在《台灣日報》刊登民進黨台北市立法委員候選人聯合謝票廣告。富雄看到該篇廣告之後，電話質問民進黨中央黨部，為何只在《台灣日報》刊登該篇廣告；中央黨部幹部宣稱，這是因為其他報紙沒有廣告版面。
2005年4月5日，《台灣日報》資方開始積欠員工薪水。2005年6月1日，《台灣日報》員工在民進黨中央黨部成立「台灣日報員工自救會」，選出會長林朝億（《台灣日報》政治中心副主任）及執行委員7人（北部中心、中部中心、南部中心、業務部、編政組、政治中心、財經中心各1人），並集體前往行政院勞工委員會（勞委會）與台北市政府勞工局請求調解勞資糾紛。2005年6月3日，《台灣日報》頭版刊登資方聲明，強調：「近來本報為開源節流，遭受部分離職員工誣指『即將歇業或更換經營團隊』之謠言攻訐。本報縱然財務短絀，仍一切依法預告、資遣；雖未盡人意，亦已善盡義務。但我們不容造謠損害現職員工權益。《台灣日報》絕不歇業，也不會熄燈......我們將持續堅定走下去、勇敢走下去！」
2005年6月23日，《台灣日報》資方召集員工，要求員工簽署同意書，由員工自行吸收勞退新中勞工退休金應由資方提撥之比例6%；同日，台灣日報員工自救會發布聲明批評，資方不只欠薪未還，還以此舉脅迫員工自動減薪6%，這是任意更改勞動條件規避雇主應盡之義務，於法無據，自救會呼籲全體員工拒簽同意書。
2005年8月，《新新聞》第962期報導，前《台灣日報》總編輯劉聰接任中央通訊社（中央社）總編輯之後，已逐步排除中央社人才：中央社國內新聞中心主任張聲肇、副主任羅繩前、黨政組長潘應辰全部被降調成非主管職並減薪，大陸新聞中心主任黃季寬、商情新聞中心副主任熊國光也被降調成非主管職，商情部組長郭萍英則是一年連跳兩級升主任；而在郭萍英任內，商情部接連發錯新聞，都被劉志聰袒護。劉志聰也大力引進前《台灣日報》員工：林興盟出任國內新聞中心副主任，劉明堂出任多媒體中心主任，楊嘉慧出任主跑行政院的副主任記者；前《台灣日報》員工一進來中央社，全部佔據主管職，敘薪都是甲職等；一般而言，中央社員工若要升到甲職等，至少需要20年。
2005年8月4日，《台灣日報》勞資雙方在台北市政府勞工局進行勞資協調會，勞方要求資方在2005年8月11日前補發兩個月的欠薪，《台灣日報》人事室主任陳正容宣稱資方無法照辦；勞資協調會後，林朝億批評，顏文閂在四年內花光《台灣日報》資金新台幣35億元，有掏空《台灣日報》之嫌，應該下台。林朝億要求顏文閂盡速公布《台灣日報》財務報表及董監事會議紀錄，由勞資雙方認定的公正會計師進行查核。林朝億說，本月3日，台灣日報員工自救會成員欲邀顏文閂出席本日於台北市政府勞工局召開的第二次勞資爭議協調會，卻被鎖在社長室門外；為了讓《台灣日報》繼續存活並保障全體員工債權，自救會不排除近日採取任何可能的方式進行合法抗爭，希望顏文閂還給員工一口飯吃、別再作報老闆的大夢。
2005年8月4日，《壹週刊 (台灣)》第219期報導，2005年7月26日晚間，行政院秘書長李應元邀約台灣電力公司（台電）、台灣糖業公司（台糖）等六家國營事業負責人餐敘，李應元一入座就說：「《台灣日報》長期支持執政黨（民進黨），和執政黨關係良好；希望大家再多多支持《台灣日報》，特別是廣告。」該文批評：「《台日》社長顏文閂為尋求財務支援，將《台日》矮化成為綠營媒體；民進黨更糟，為了扶持《台日》這家親綠媒體，卻要全民買單，浪費公帑的行徑實在可惡。」李應元辦公室宣稱，當時李應元確有赴宴，但「不是講《台灣日報》的事」；被點名的國營事業相關單位宣稱，到目前為止，「老闆並未交辦相關事項」，即使真有人請託登廣告，也會以公司業務宣導為考量。行政院發言人卓榮泰說：「對於模糊、拼湊、套圖式的報導，不予回應。」中國國民黨立法委員洪秀柱批評，陳水扁政府用納稅人的錢買廣告補貼特定平面媒體，又以撤銷執照來威脅不聽話的電子媒體，可說是「電子用殺，平面用買」，明顯意圖操控媒體；親民黨立法院黨團副總召集人孫大千批評，如果民進黨還記得當年還是在野黨時如何嚴厲批判中國國民黨操控媒體，就應該對自己操控媒體的粗暴行為感到羞恥。
2005年8月5日，《台灣日報》突然宣佈，依據顏文閂於該日15時整的會議中的宣布，以「造謠生事，煽動怠工」與「對公司主管實施暴行或重大侮辱行為」等理由，將林朝億與台灣日報員工自救會總幹事林慶祥免職，拒絕給林朝億與林慶祥申訴機會，人事室會直接發「免職令」給林朝億與林慶祥，顏文閂將控告林朝億毀謗；同日，台灣日報員工自救會發布新聞稿，譴責顏文閂迫害員工權益，並聲援權益遭迫害之員工提告確保權益。2005年8月6日，林朝億、林慶祥、前《台灣日報》總編輯莊豐嘉、前《台灣日報》專欄作家陳政農、台灣勞工陣線（勞陣）秘書長孫友聯等人共同召開記者會並發布聲明，批評《台灣日報》惡意非法解雇。林朝億與林慶祥表示，他們會照常去上班；他們抨擊，顏文閂的行為是在勞資協調破裂後，巧立名目惡意解雇員工，把員工的合理訴求都說成「大不敬」。孫友聯批評，勞工爭取薪水是合法權利；《台灣日報》標榜「愛台灣」，但也不能不守法，不能積欠薪水，不能非法解雇，不能不繳勞保、健保費。在該場記者會上，從2004年12月起就被《台灣日報》積欠稿費的陳政農批評：比起當年為了爭取言論自由而離開《聯合報》的顏文閂，現在的顏文閂變成「經營企業無能，新聞專業無品」；真正為台獨運動努力的人、堅持新聞良知專業的人、堅持勞資合理關係的人都應該開除顏文閂，因為《台灣日報》在陳水扁上台執政之後有相當大的成份是在搞「假台獨」，「根本只是讓阿扁滿足他的政治手淫，完全沒影響力」，而「真正愛台獨的人，不應該支持這種不顧員工生活的報紙！」
2005年8月6日，《自立晚報》報導，《台灣日報》欠薪不付，要求獨派勢力金援，甚至要求陳水扁政府金援，引起外界極大反感；《財訊月刊》報導，顏文閂家族涉嫌上下其手，是《台灣日報》財務惡化的主因。同日，《台灣日報》發言人兼業務部經理羅炯烜說，林朝億與林慶祥被解雇，不是因為爭取薪資，而是因為違反員工守則，在外散佈不實訊息傷害《台灣日報》商譽。
2005年8月8日，林朝億與林慶祥繼續到《台灣日報》上班，拒絕接受「免職令」；聲援者舉辦行動劇，扮演「暴人鹽╳酸」（諧音「報人顏文閂」）者以一支大刀作勢砍林朝億與林慶祥的頭，諷刺資方非法解雇，也諷刺顏文閂沒資格被稱為「報人」；《台灣日報》資方堅稱，林朝億與林慶祥已被解雇，林朝億與林慶祥的行為是「個人行為」。2005年8月9日，《中國時報》記者何榮幸聲援林朝億與林慶祥，抨擊《台灣日報》資方「在勞資爭議期間解雇無不法行為的自救會幹部，不但是打壓自救會與違反《勞基法》行徑，更是最粗暴與最不負責任的作法」。
2005年8月27日，台灣日報員工自救會宣佈，自救會調查發現，《台灣日報》資方向銀行抵押借款約新台幣2億7000多萬元，而且繳息正常、不曾拖延，卻遲遲不發薪給員工。林朝億批評，《台灣日報》資方有錢給銀行，卻不付薪水和資遣費給員工，使員工生活陷入困境。依據自救會調查，顏文閂出任《台灣日報》董事長之後，王永慶曾經金援新台幣35億元；2001年5月，王永慶資金全部撤離，《台灣日報》財務即陷入危機。在顏文閂奔走之下，《台灣日報》獲得誠泰商業銀行貸款新台幣1億3000多萬元，然後獲得聯邦商業銀行關係企業興銀弘租賃（已併入聯邦國際租賃）貸款約新台幣2000萬元；2002年10月，《台灣日報》獲得第一商業銀行、臺灣土地銀行、交通銀行等三家公股銀行聯貸新台幣8000萬元，然後獲得中華票券金融公司貸款新台幣3000萬元；《台灣日報》靠台日大樓產權，總共抵押貸款新台幣2億7000多萬元。《台灣日報》總編輯唐文慶說，如果資方不優先支付銀行利息，銀行可能停止撥付後續貸款，就會影響報社運作；資方希望能繼續營運，所以優先處理法律上應該履行的付款義務，也會陸續處理欠薪。
2005年10月20日，國民黨立法委員周守訓質詢文建會主任委員陳其南時質疑，行政院新聞局已經統籌媒體採購業務，文建會卻另外補助《台灣日報》新台幣1400萬元，是圖利面臨財務危機的《台灣日報》；陳其南說，歡迎各家媒體向文建會申請補助。
2005年11月6日，國民黨中央政策會執行長曾永權批評，政黨輪替之後，執政的民進黨干涉中央社、中央廣播電台（央廣）、公共電視文化事業基金會（公視）等公共媒體運作的情況愈來愈嚴重；尤其是中央社高層經過幾年來的輪替，「現在根本都是來自挺綠媒體《台灣日報》的天下」。當時中央社副總編輯莊豐嘉說，當時中央社編制340人中有主管77人，主管中有原中央社員工晉升的主管66人、非中央社體系的主管11人，而非中央社體系的主管「的確有五人是從《台灣日報》離職後來的」，「這比例我不認為高，難道有規定《台灣日報》的就不能來中央社嗎？」不願具名的一名中央社記者說，「台日幫」（前《台灣日報》員工）大舉進入中央社，一進來就是以主任級薪水晉用，「我們跑得再努力也升不上去」。
2006年初，總統府資政吳澧培發動台獨人士集資搶救《台灣日報》，計劃以每張《台灣日報》股票新台幣五百萬元募集20至30股。
2006年3月22日，台灣日報員工自救會批評：「近一年來，顏先生（顏文閂）常以『最近會有資金進來』、『顏文閂從來不欠人錢』等理由搪塞未發薪水的問題。顏先生每每以『畫大餅』方式誘騙員工繼續替公司賣力，他完全不正視『員工生計、生活費無著』、『員工要張羅小孩學費與奶粉錢』等生活問題，但他至今仍每天『有司機開著賓士車』上下班代步。」
2006年4月3日，顏文閂將台日大樓以新台幣三億三千萬元賣給妙天禪師（黃明亮），《台灣日報》總社遷移至台北辦事處；2006年4月17日，妙天禪師協助《台灣日報》支付長期積欠的勞保費、健保費與稅金；2006年5月，台日大樓產權轉移到妙天禪師女兒黃愛倫的名下；當時妙天禪師有意順道買下《台灣日報》商標權，但顏文閂要求妙天禪師必須再支付《台灣日報》員工欠薪、稿費、已開貨款支票與顏文閂個人名下欠款合計超過新台幣七千萬元，妙天禪師回絕。
2006年5月，莊豐嘉說，台獨人士給《台灣日報》的捐款源源不絕，但《台灣日報》財務始終沒有改善，令人懷疑這些捐款流向何處；但是顏文閂始終不曾向員工坦白說明財務問題，財務問題一向是個祕密。莊豐嘉說，他曾針對《台灣日報》經營問題向顏文閂提出建言，也向顏文閂建議在該放手的時候就放手、讓其他有能力的人接手，但是顏文閂完全無法接受他的建議，他只好辭職；顏文閂堅持裁員、改版，導致《台灣日報》人手不足、員工無心工作，變成一個專門靠中央社新聞填充版面、大幅降低影響力的報紙，終於讓原來有心接手的人為之卻步。莊豐嘉說，《台灣日報》是難能可貴的台灣本土平面媒體，在台灣政黨輪替之後確實扮演了提升台灣意識及制衡親中媒體的功能，但既然是媒體，仍應遵守專業的立場；如果《台灣日報》只呈現一面倒的論述，雖然論述正確，卻無法吸引更多的讀者來源，陷入「向信徒傳教」的窘境，相信這不是本土支持者所樂見的。
2006年6月2日23時，被《台灣日報》積欠新台幣數十萬元稿費的總統府國策顧問金恆煒被顏文閂以電話召集至《台灣日報》總社編輯部開會。當時顏文閂宣稱，《台灣日報》的設備以每年新台幣一千萬元租給妙天禪師，這些錢可以償還員工欠薪；《台灣日報》員工問金恆煒「那資遣費呢」，金恆煒答覆：「這有困難。」2006年6月3日，台灣日報員工自救會質疑金恆煒與顏文閂：「金先生，您和顏先生的話語讓員工苦水難吞肚。您們口口聲聲，滿口的理想，滿口的為台灣打拚；您們的話，卻完全要《台灣日報》的（員工）餓肚子幫台灣打拚；這個『台灣』是您們的台灣，還是誰的台灣？您們不顧《台灣日報》員工的肚皮與勞工權益，你們不愛《台灣日報》員工，還有資格愛台灣嗎？誰還會相信你們是真正愛台灣、愛台灣人？......金先生，你為了幫顏文閂，親自到《台灣日報》，親自上火線幫顏文閂滅火；您能保證，一再違背承諾的顏文閂不會把你拖下水、讓您清譽掃地？您是新聞前輩、有給職的國策顧問，你怎麼可以不顧《台灣日報》員工權益？......請您同情《台日》員工，站在《台日》員工立場苦勸『顏文閂大社長』償還員工欠薪，為自己的新聞人信譽留條後路。」但金恆煒完全沒有回應公開信的訴求。
2006年6月3日，妙天禪師透過其幕僚宣稱不買《台灣日報》；《台灣日報》員工指稱，妙天禪師確實曾與資方接洽，是《台灣日報》可能的新買主；另外，《台灣日報》員工指稱，編輯部120人在2006年6月2日晚間開會討論停刊，但因資方希望再給七天並宣稱會發薪，半數員工同意等候，暫不停刊，但已寄存證信函給資方，並聘請律師，隨時準備追討欠薪。

### 停刊及其後續
- 2006年6月5日深夜，由於《台灣日報》員工不滿資方積欠半年薪資，也不滿資方取得新台幣兩千萬元資金卻仍不付薪，台灣日報員工自救會宣佈勞資協商因經營團隊重整而破裂，《台灣日報》自2006年6月6日至2006年6月10日停刊四天，自救會要求資方在四天內回應勞方訴求；《台灣日報》資方表示，2006年6月6日無法正常出刊五大張。[46]6月7日，記協向行政院、勞委會、台北市政府與台中市政府檢舉《台灣日報》資方「積欠員工薪資」、「拖欠勞保與健保費」、「挪用員工勞保與健保自付額」、「非法解雇」、「高薪低報」、「不依法支付資遣費」等行為違反《勞動基準法》與相關法令。[47]6月11日，《台灣日報》資方仍然無法公布復刊日期與解決方案；依據勞資協議，《台灣日報》將結束營業以利清償員工薪資，並開始受理訂戶退費；同日，台灣日報員工自救會決定向資方追討資遣費；同日，《台灣日報》社長特助羅炯烜說，尚未決定停刊基準日，現在還在清理財務，目前情況還不明確，暫時無法提出訂戶退費問題的明確處理方式；同日，中華民國消費者文教基金會（消基會）副董事長程仁宏批評，《台灣日報》復刊日期不確定，就應該主動退費，而不是「把訂戶懸在那裡，等金主出現」。2006年6月12日，《台灣日報》確定無法復刊，台灣日報員工自救會開始向資方追討上百位員工資遣費，資遣費合計約新台幣四千萬元。[48]
- 2006年6月15日，《新台灣新聞週刊》採訪主任陳宗逸說，《台灣日報》傳出員工被積欠三個月以上薪資的消息後，許多長期忠實讀者紛紛藉著網際網路的「本土意識論壇」感嘆，「獨派媒體越來越少」，「主流媒體多半有中資介入，即使閱報率不高，還是有充足資金運作；反觀《台灣日報》，卻因為獨資經營，沒有任何奧援」；從《台灣日報》停刊事件的境遇，也可看出「獨派媒體在台灣主流媒體生態之下，發聲管道越來越窄的尷尬」[49]。6月19日，台灣日報員工自救會前往勞委會陳情，記協幹部陪同拜會勞委會主任委員李應元，希望勞委會限制顏文閂出境；也希望勞委會修改《勞工訴訟補助辦法》，允許勞工以「假扣押保證書」代替擔保金，讓沒錢的勞工也能打官司。勞委會表示，若確認全案符合限制負責人出境的門檻，則不排除召開「協調會報」限制顏文閂出境。[50]6月29日，《財訊月刊》第292期報導〈顏文閂綁架「本土意識」終關門〉。7月26日，自由撰稿人陳漢墀暗批顏文閂：「報社虧損累累，記者、編輯的薪資、稿費一欠再欠；老是欺騙大家說某財團要投資報社，最後都沒有。......猛抱扁大腿，以為這樣抱著，一些『綠色銀行家』就會幫忙報社，萬事OK；結果事與願違，下場很慘。」[51]
- 2006年9月19日，前《台灣日報》藝文記者陳玲芳、前《台灣日報》證券組記者柯美月、前《台灣日報》攝影組組長林敬原等八名《台灣日報》員工籌措新台幣一百六十七萬元擔保金，假扣押《台灣日報》商標權，再分三案件向台中地方法院提出給付薪資、資遣費訴訟，八人求償總金額約為新台幣五百萬元，台中地方法院判決《台灣日報》應給付陳玲芳、柯美月、林敬原共新台幣195萬元；若顏文閂不出面善後，陳玲芳等八人勝訴後將聲請強制拍賣《台灣日報》商標抵償欠薪。[42]11月9日，台中地方法院檢察署（台中地檢署）依據《勞動基準法》起訴顏文閂，向台中地方法院聲請簡易判決，請求法官科處新台幣九萬元罰鍰。林慶祥說，資方違反《勞動基準法》，僅能被罰新台幣九萬元罰鍰，實在太輕。[52]11月14日，勞委會依據《大量解僱勞工保護法》行文內政部警政署入出境管理局，要求限制顏文閂出境；顏文閂必須還錢或宣布《台灣日報》破產或解散、清算，才能解除禁令。《台灣日報》成為第六個適用《大量解僱勞工保護法》的案例。[53]林敬原說，限制出境不能解決問題。林朝億說，《台灣日報》員工早在2006年6月就要求限制顏文閂出境，政府動作太慢。林慶祥說，政府應該調查顏文閂是否掏空《台灣日報》。[54]11月24日，台中地方法院判決，《台灣日報》資方發給林朝億與林慶祥的「免職令」無效。12月26日至2007年12月25日，台灣報業股份有限公司停業。[4]
- 2007年1月15日，即時新聞網站《美麗島新聞網》（formosanews.com.tw，已於2008年廢站）開站，資金來自海外台僑集資，民進黨立法委員莊和子之弟莊士賢擔任社長，政論名嘴黃光芹擔任總編輯，前《台灣日報》副總編輯葉柏祥擔任總主筆，找來前《台灣日報》文字及攝影記者、加上立法院十多位新聞科班畢業的國會助理所組成的義工「編採群」。[55]台中地方法院依據《勞動基準法》判處顏文閂新台幣六萬元罰鍰，並判決陳玲芳等八名《台灣日報》員工勝訴；林慶祥說，顏文閂的罰鍰金額太少，顏文閂「和現在的王又曾一樣」，如果顏文閂再不出面，他們就按照程序拍賣《台灣日報》商標權。[56]
- 2008年10月7日，台中市政府公告依照「台中市都市計畫主要計畫第三次通盤檢討」，台日大樓原址土地合計4069平方公尺，預計由「乙種工業區」變更為「旅館專用區」，但至今尚未完成。[57]
- 2009年6月，在中國評論通訊社與《中國評論月刊》主辦、台灣戰略學會秘書長王崑義主持的「思想者論壇㈡：綠營媒體生態與台灣的政治發展」中，曾任《台灣日報》副總編輯的記協常務監事呂東熹批評：「媒體不是只有立場，要服務很多人。《台日》下令不能批阿扁，其他都可批；這媒體服務一個人，卻得罪很多人。但民進黨有很多派系，不一定都聽阿扁。」[58]6月30日，《美洲台灣日報》宣布自該年7月1日起改為免費贈閱。[59]9月1日，即時新聞網站《新頭殼》上線，營運團隊主要由前《台灣日報》員工組成，包括創辦人兼首任董事長蘇正平、總製作莊豐嘉、政治記者林朝億。
- 2014年，台日大樓由李方酒店管理集團創辦人李銘松買下。
- 2017年，李方集團以新台幣6.2億元將台日大樓賣給鈺永公司，鈺永董事長為謝式冰（父親為前中華民國副總統謝東閔、丈夫為澄清醫院總院長林高德）。
- 2021年7月，前述兩集團都因土地變更卡在「乙種工業地」難以變更而轉售，豐邑機構旗下的豐邑百貨再以新台幣8.24億元購入並完成過戶[60]。

## 外部連結
- 美洲台灣日報 （页面存档备份，存于）